# Drupadia
Drupadia is een geslacht van vlinders van de familie Lycaenidae.

## Soorten
- D. cinderella Cowan, 1974
- D. cindi Cowan, 1974
- D. cineas (Grose-Smith, 1889)
- D. cinesia (Hewitson, 1863)
- D. cinesoides (de Nicéville, 1889)
- D. estella (Hewitson, 1863)
- D. johorensis (Cowan, 1958)
- D. niasica (Röber, 1886)
- D. ravindra (Horsfield, 1829)
- D. rufotaenia (Fruhstorfer, 1912)
- D. scaeva (Hewitson, 1863)
- D. theda (Felder, 1862)